# Johannes Dörflinger (történész)
Johannes Dörflinger (Baden bei Wien, 1941. október 12.) osztrák történész, a Bécsi Egyetem nyugalmazott professzora.
Történelmet és földrajzot tanult a Bécsi Egyetemen, ahol legfontosabb tanára és mentora Günther Hamann (1924–1994) volt. 1969-ben doktorált, disszertációját Az északnyugati átjáró-elméletek 1731–1823 között címmel írta. A Bécsi Egyetem Történettudományi Intézetének tanársegéde lett, 1979-ben habilitált, Osztrák térképészet a spanyol örökösödési háborútól a bécsi kongresszusig, különös tekintettel az 1780 és 1820 közti magántulajdonú térképekre című disszertációjával. A Történettudományi Intézetben újkori történelmet oktatott, fő szakterülete a földrajzi felfedezések és a térképészet története.
Dörflinger a Nemzetközi Coronelli Társaság alelnöke, az Osztrák Tudománytörténeti Társaság igazgatótanácsának tagja, valamint az Osztrák Tudományos Akadémia természettudomány-, matematika- és orvostudomány-történeti bizottságának tagja.

## Művei (válogatás)
- Ingrid Kretschmerrel és Franz Wawrikkal: Österreichische Kartographie. Von den Anfängen im 15. Jahrhundert bis zum 21. Jahrhundert. Institut für Geographie und Regionalforschung der Universität Wien, Bécs 2004, ISBN 3-85063-074-9.
- Helga Hühnellel: Atlantes Austriaci. Österreichische Atlanten 1561-1918. Böhlau, Wien 1995, Band 1: Österreichische Atlanten 1561–1918. ISBN 3-205-98369-6, Band 2: Österreichische Atlanten 1919–1994. ISBN 3-205-98395-5.
- Ingrid Kretschmerrel és Franz Wawrikkal: Lexikon zur Geschichte der Kartographie. Von den Anfängen bis zum Ersten Weltkrieg. 2 Bände, Deuticke, Bécs 1986, ISBN 3-7005-4562-2.
- Robert Wagnerrel és Franz Wawrikkal: Descriptio Austriae. Österreich und seine Nachbarn im Kartenbild von der Spätantike bis ins 19. Jahrhundert. Edition Tusch, Bécs 1977, ISBN 3-85063-074-9.

## Fordítás
- Ez a szócikk részben vagy egészben  a   Johannes Dörflinger (Historiker) című német Wikipédia-szócikk ezen változatának fordításán alapul.  Az eredeti cikk szerkesztőit annak laptörténete sorolja fel. Ez a jelzés csupán a megfogalmazás eredetét és a szerzői jogokat jelzi, nem szolgál a cikkben szereplő információk forrásmegjelöléseként.

## Külső hivatkozások
- Schriftenverzeichnis an der Universität Wien (Webarchiv)
- Literatur von Johannes Dörflinger im Österreichischen Verbundkatalog[halott link]